# Скидан Андрій Дмитрович
Андрій Дмитрович Скидан (5 серпня 1907 — біля 1980, до 2008) — радянський діяч сільського господарства, бригадир рільничої бригади колгоспу імені 1 травня у Великобурлуцькому районі Харківської області. Герой Соціалістичної Праці.

## Життєпис

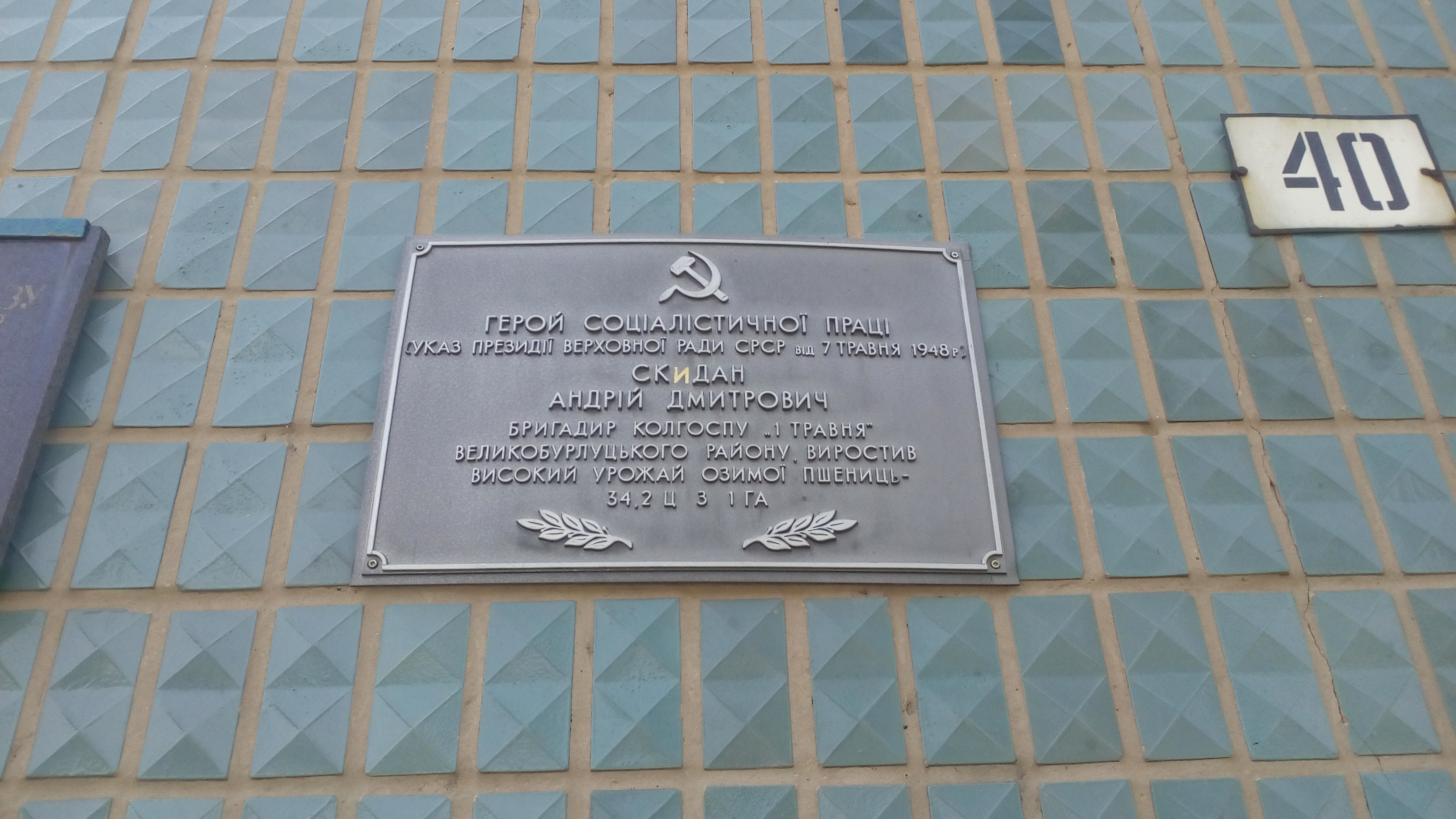
Меморіальна дошка у Великому Бурлуку

Андрій Скидан народився 5 серпня 1907 року у сільській місцевості в селянській українській родині, здобув початкову освіту.
По закінченню Другої світової війни почав працювати у колгоспі імені 1 травня, головна садиба якого знаходилася у селі Плоске Великобурлуцького району, де очолював рільничу бригаду. У 1947 році його бригада зібрала по 34,22 центнера озимої пшениці з гектара на загальній площі у вісімнадцять гектарів на ділянці поблизу лісу «Діброва».
За «отримання високих урожаїв пшениці, жита, кукурудзи та цукрового буряка при виконанні колгоспом обов'язкових поставок та натуроплати за роботу МТС у 1947 році та забезпеченості насінням зернових культур для весняної сівби 1948 року», Президія Верховної ради СРСР указом від 7 травня 1948 року надала Андрію Скидану звання Героя Соціалістичної Праці з врученням ордена Леніна та медалі «Серп і Молот».
Після отримання нагороди, Андрій Дмитрович протягом 32 років продовжував працювати у колгоспі, в останні роки життя очолював бригаду по боротьбі зі шкідниками сільськогосподарських рослин. В книзі «Слава і гордість краю бурлуцького» так писали про Андрія Скидана: «Він гідно прожив своє життя і залишив по собі добру згадку серед односельців».
На будівлі Великобурлуцької селищної ради Андрію Скидану була встановлена меморіальна дошка.

## Нагороди
- Герой Соціалістичної Праці (7.05.1948)[3]
- орден Леніна (7.05.1948)[3]
- медаль «Серп і Молот» (7.05.1948)[3]